# Justice League
De Justice League, soms ook wel Justice League of America of afgekort JLA genoemd, is een fictief superheldenteam uit de strips van DC Comics. Het team bestaat uit de bekendste superhelden en -heldinnen van het DC Universum.
Het team verscheen voor het eerst in The Brave and the Bold #28 (1960). Het team bestond toen uit Superman, Batman, Wonder Woman, the Flash, Green Lantern, Aquaman en de Martian Manhunter. In de loop der jaren is deze samenstelling vaak veranderd. Andere bekende (ex-)leden Green Arrow, Atom, Hawkman, Black Canary, Captain Marvel, Plastic Man en tientallen anderen.

## Publicatiegeschiedenis

### Silver and Bronze Age/Justice League of America
De Justice League werd bedacht door Gardner Fox, in opdracht van DC Comics. DC had kort daarvoor een aantal van hun bekendste helden uit de Golden Age van de strips weer opnieuw geïntroduceerd. Aanvankelijk zou het team de Justice Society gaan heten, maar Fox vond League gepaster. Het team maakte zijn debuut in The Brave and the Bold #28 (1960), en won al snel aan populariteit. Het team kreeg na deze introductie zijn eigen stripserie, die al snel een van DC's bestverkochte titels werd. Gedurende de jaren 60 schreef Fox vrijwel alle Justice League-verhalen.
Het principe van de Justice League was simpel: alle bekende personages van DC Comics samenvoegen in één boek. Het succes van de serie was indirect de aanleiding voor de creatie van Marvel Comicss Fantastic Four; dit team werd namelijk bedacht om in te spelen op het succes van superheldenteams boven individuele helden.
In de eerste verhalen gebruikte het team een grot buiten de stad “Happy Harbor” als hoofdkwartier. In Justice League of America #77 (december 1969) werd dit hoofdkwartier echter ontdekt door The Joker.

#### Satelliet jaren
In Justice League of America #78 (februari 1970) verhuisde het team naar een hoofdkwartier gevestigd in een satelliet. In deze periode was lidmaatschap voor het team beperkt tot de zeven oprichters plus Green Arrow, Atom, Hawkman, Black Canary, Phantom Stranger, Elongated Man, en Red Tornado. Lange tijd kende de league een limiet van 12 leden. Later werd deze limiet opgeheven en werd het team nog verder uitgebreid. Dit om de strip populairder te maken.
De satelliet jaren duurden tot 1984. In deze periode waren schrijvers Gerry Conway, Cary Bates, E. Nelson Bridwell, en Steve Englehart betrokken bij het maken van de serie, evenals tekenaar Dick Dillin. Toen in 1982 tekenaar George Pérez zich bij het team voegde, nam de populariteit van de strip even kort toe.

#### Detroit
In 1984 besloot DC om de meeste oude leden van Justice League te laten vervangen door nieuwe jonge helden. Dit om in te spelen op het succes van hun meest succesvolle serie van dat moment: The New Teen Titans. Tevens liet DC het team verhuizen van hun satelliet naar een hoofdkwartier in Detroit, Michigan. Dit nieuwe team werd bedacht door Conway en tekenaar Chuck Patton. De nieuwe leden waren Vixen, Gypsy, Steel en Vibe.
Deze beslissingen vielen echter niet in goede aarde bij veel fans. Een veelgehoord punt van kritiek was dat de League door deze veranderingen gevuld werd met “tweederangs helden”. Tevens beviel het nieuwe hoofdkwartier veel lezers niet. De populariteit van de strip nam snel af. Pogingen de populariteit weer te doen stijgen hielpen niet, en na 261 werd de originele Justice League serie stopgezet.

### Moderne incarnaties

#### Justice League International
In 1987 werd een nieuw Justice League team gevormd in het cross-over verhaal "Legends". Dit team heette eerst gewoon "Justice League", maar kreeg al snel de naam "Justice League International" (JLI). Deze nieuwe serie, geschreven door Keith Giffen en getekend door J.M. DeMatteis, focuste zich minder op de Verenigde Staten. In plaats daarvan speelden de verhalen zich over de hele wereld en zelfs op andere planeten af.
Dit nieuwe team bestond aanvankelijk uit Batman, Black Canary,(Ted Kord), Captain Marvel, Doctor Light, Dr. Fate, Martian Manhunter, Mr. Miracle, en Guy Gardner. Later werd dit team uitgebreid met Booster Gold, Captain Atom, Fire, Ice, en twee Rocket Reds.
De serie zelf had een humoristische ondertoon en focuste zich ook sterk op de karakterontwikkelingen van de personages. Deze combinatie bleek erg succesvol. De serie kreeg zelfs een paar spin-offs, waaronder Justice League Europe, Extreme Justice, en Justice League Task Force. De populariteit nam echter af toen Giffen en DeMatteis ermee stopten, mede omdat de schrijvers die hen opvolgden er niet in slaagden dezelfde humor en karakterontwikkelingen toe te passen. Midden jaren 90 werd de serie stopgezet, samen met de spin-offs.

#### JLA
De lage verkoop van de vele Justice League titels zette DC ertoe aan om alle spin-offseries te stoppen, en weer gewoon 1 strip over de Justice League uit te brengen. Een nieuwe Justice League of America werd gevormd in september 1996, in de mini-serie Justice League: A Midsummer's Nightmare door Mark Waid en Fabian Nicieza. Deze serie kreeg al snel de naam JLA.
Deze serie paste een “terug-naar-de-basisprincipe” toe. Het kernteam bestond in deze serie wederom uit de zeven helden die ook in het originele team zaten, of hun opvolgers: Superman, Batman, Wonder Woman, Aquaman, Flash (Wally West), Green Lantern (Kyle Rayner), en de Martian Manhunter. Het team kreeg een nieuw hoofdkwartier, de Watchtower, die zich op de maan bevond.
Omdat dit nieuwe team de sterkste en bekendste helden van het DC Universum bevatte, veranderde de focus van de serie. Het team kreeg te maken met wereldwijde rampen en bedreigingen die alleen door hun gecombineerde krachten konden worden gestopt. Vijanden die door de nieuwe League werden bevochten waren buitenaardse invasielegers, een futuristische oorlogsmachine, een nieuw team van de sterkste superschurken dat als tegenhanger voor de League moest dienen, huursoldaten met krachten en strategieën die perfect aansloten bij de leden van de League en verschillende kosmische bedreigingen. Omdat de meeste van de helden in het team ook hun eigen stripseries hadden, bleven de verhalen altijd beperkt tot de JLA striptitel en hadden maar zelden invloed op de gebeurtenissen uit andere strips.
Deze nieuwe benadering werkte, en JLA werd al snel DC's bestverkopende titel. Ondanks het succes besloot DC om geen spin-offseries te maken maar het gewoon bij deze ene titel te laten. In plaats daarvan bracht DC een groot aantal miniseries gebaseerd op “JLA” uit.

#### Justice League of America(vol. 2)
In 2006 kwam er een tweede Justice League titel bij. Deze sloot aan op de “One Year Later” verhaallijn. In deze serie stellen Superman, Batman, en Wonder Woman een nieuw team samen. De serie werd geschreven door Brad Meltzer en Ed Benes.
Deel een kwam uit in augustus 2006. Hierin is te zien hoe het drietal auditie houd, en uiteindelijk Green Lantern (Hal Jordan), Black Canary, Red Arrow, en Red Tornado in het team betrekt.

## Prijzen
De originale Justice League of America serie heeft de volgende prijzen gewonnen:
- 1961 - Alley Award voor Best Comic Book
- 1961 - Alley Award voor Best Adventure-Hero Group
- 1963 - Alley Award voor Favorite Novel ("Crisis on Earth-One/Crisis on Earth-Two" in Justice League of America # 21-22 door Gardner Fox en Mike Sekowsky)
- 1963 - Alley Award voor Strip that Should Be Improved
- 1963 - Alley Award voor Artist Preferred on Justice League of America (Murphy Anderson)
- 1973 - Shazam Award voor Best Inker (Dramatic Division) (Dick Giordano)

## In andere media

### Televisie

#### Animatie
- De Justice League maakte zijn debuut buiten de strips in de televisieserie The Superman/Aquaman Hour of Adventure.
- Van 1972 tot 1985 verscheen de serie Super Friends, die duidelijk was gebaseerd op de Justice League. Deze serie kende vele subseries.
- De Justice League maakte zijn debuut in het DC Animated Universe in de dubbele aflevering "The Call" van de serie Batman of the Future. In deze serie kwam een futuristische versie van het team voor.
- In 2001 verscheen de Justice League animatieserie. De serie liep twee seizoenen en draaide om een team van 7 helden. In juli 2004 kreeg de serie en vervolg, getiteld Justice League Unlimited. Hierin kwamen meer helden voor.
- In het vierde en vijfde seizoen van de serie The Batman komt een versie van de Justice League voor. De leden van deze League zijn Green Lantern, Green Arrow, Hawkman, en the Flash.
- Sinds 2016 wordt de serie Justice League Action uitgezonden op Cartoon Network.

#### Live action
- Legends of the Superheroes: een live-action versie van de Justice League. Helden in de serie waren Batman, Robin, Black Canary, Captain Marvel, Flash, Green Lantern, Hawkman, Huntress en meer.
- De serie Smallville bevatte een versie van de Justice League in het zesde seizoen. De leden van dit team waren de jonge Clark Kent, "Impulse", "Aquaman", "Cyborg" en "Green Arrow". In latere afleveringen komen ook "Black Canary" en "Martian Manhunter" voor als onderdeel van het team.

### Film
- In 1997 verscheen de televisiefilm Justice League of America. Deze film moest als pilot dienen voor een eventuele televisieserie, maar die kwam er niet daar de film geen succes was.
- Op 22 februari 2007 huurde Warner Bros. Kieran Mulroney en Michelle Mulroney in om een potentieel script voor een Justice League-film te schrijven.[2] Ook een regisseur, in de persoon van George Miller, werd aangetrokken. Een jaar later zou Justice League: Mortal in productie gaan: alle acteurs waren gecast, de kostuums gemaakt en zelfs de storyboards getekend. Maar het mocht niet baten, het gehele project werd uiteindelijk afgeblazen.[3]
- In de zomer van 2012 is Will Beall door eigenaar van de filmrechten, Warner Bros., gevraagd het script te schrijven. Na het succes van concurrent Marvel met The Avengers wil ook DC Comics graag meer snelheid in de ontwikkeling van het bioscoopproject.[4] Later werd zijn concept geschrapt en werd hij vervangen door anderen. De film moet onderdeel worden van het DC Extended Universe een filmuniversum waarvan Man of Steel de aftrap is. Samen met Batman v Superman: Dawn of Justice en andere films dienen deze als aanloop voor de film, die eenvoudigweg de titel Justice League draagt.[5]